# Liste der Städte in der Slowakei

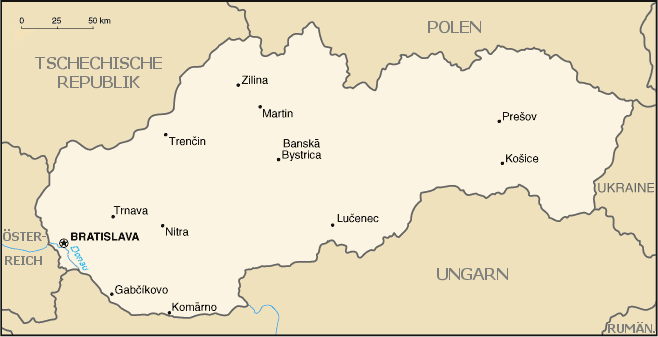
Karte der Slowakei

Dies ist eine Liste der Städte in der Slowakei.
In der Tabelle sind alle Städte der Slowakei (Stand Januar 2020: 141 Städte) angeführt und auch nach der Einwohnerzahl sortierbar. Es werden zuerst deren slowakischer Name, danach der ehemalige deutsche Name, dann der ungarische Name und schließlich die Einwohnerzahl nach Angaben des Statistischen Amtes der Slowakischen Republik sowie die übergeordnete Verwaltungseinheit (kraj), zu der die Stadt gehört, aufgeführt. Die Einwohnerzahlen beziehen sich auf die eigentliche Stadt ohne Vorortgürtel. Die deutschen sowie die Mehrheit der ungarischen Namen (Ortschaften, die zwischen 1938 und 1945 wieder zu Ungarn gehörten, bilden dabei eine Ausnahme; siehe Erster Wiener Schiedsspruch) werden seit ungefähr neunzig Jahren nicht mehr offiziell verwendet.
| slowakischer Name    | deutscher Name            | ungarischer Name                      | Einwohner | Verwaltungseinheit   | Bemerkungen |
| -------------------- | ------------------------- | ------------------------------------- | --------- | -------------------- | --- |
| Bánovce nad Bebravou | Banowitz                  | Bán                                   | 16.103    | Trenčiansky kraj     | |
| Banská Bystrica      | Neusohl                   | Besztercebánya                        | 73.533    | Banskobystrický kraj | |
| Banská Štiavnica     | Schemnitz                 | Selmecbánya                           | 9293      | Banskobystrický kraj | |
| Bardejov             | Bartfeld                  | Bártfa                                | 29.788    | Prešovský kraj       | |
| Bojnice              | Weinitz                   | Bajmóc                                | 5073      | Trenčiansky kraj     | |
| Bratislava           | Pressburg (alt: Preßburg) | Pozsony                               | 479.389   | Bratislavský kraj    | völlige Umbenennung 1919, vorher dt. Preßburg/sl. Prešporok/ung. Pozsony                                       |
| Brezno               | Bries                     | Breznóbánya                           | 19.671    | Banskobystrický kraj | |
| Brezová pod Bradlom  | Birkenhain                | Berezó                                | 4543      | Trenčiansky kraj     | |
| Bytča                | Bitscha                   | Nagybiccse                            | 11.634    | Žilinský kraj        | |
| Čadca                | Tschadsa                  | Csáca                                 | 22.307    | Žilinský kraj        | |
| Čierna nad Tisou     | –                         | Tiszacsernyő                          | 3367      | Košický kraj         | |
| Detva                | Detwa                     | Gyetva                                | 13.523    | Banskobystrický kraj | |
| Dobšiná              | Dobschau                  | Dobsina                               | 5169      | Košický kraj         | |
| Dolný Kubín          | Unterkubin                | Alsókubin                             | 17.540    | Žilinský kraj        | |
| Dubnica nad Váhom    | Dubnitz an der Waag       | Máriatölgyes                          | 21.732    | Trenčiansky kraj     | |
| Dudince              | Dudintze                  | Gyűgy                                 | 1362      | Banskobystrický kraj | |
| Dunajská Streda      | Niedermarkt               | Dunaszerdahely                        | 22.826    | Trnavský kraj        | |
| Fiľakovo             | Fileck                    | Fülek                                 | 9623      | Banskobystrický kraj | |
| Gabčíkovo            | Bösch                     | Bős                                   | 5290      | Trnavský kraj        | völlige Umbenennung 1948, vorher Beš                                                                           |
| Galanta              | Galanta                   | Galánta                               | 15.358    | Trnavský kraj        | |
| Gbely                | Egbell                    | Egbell                                | 4837      | Trnavský kraj        | |
| Gelnica              | Göllnitz                  | Gölnicbánya                           | 5775      | Košický kraj         | |
| Giraltovce           | –                         | Girált                                | 3958      | Prešovský kraj       | |
| Handlová             | Krickerhau                | Nyitrabánya                           | 15.457    | Trenčiansky kraj     | |
| Hanušovce nad Topľou | –                         | Tapolyhanusfalva                      | 3728      | Prešovský kraj       | |
| Hlohovec             | Freistadt(l)              | Galgóc                                | 19.458    | Trnavský kraj        | |
| Hnúšťa               | Nusten                    | Nyustya                               | 6436      | Banskobystrický kraj | |
| Holíč                | Holitsch                  | Holics                                | 10.858    | Trnavský kraj        | |
| Hriňová              | Hrinau                    | Herencsvölgy                          | 6931      | Banskobystrický kraj | |
| Humenné              | Homenau                   | Homonna                               | 29.567    | Prešovský kraj       | |
| Hurbanovo            | Altdala                   | Ógyalla                               | 7178      | Nitriansky kraj      | völlige Umbenennung 1948, vorher Stará Ďala                                                                    |
| Jelšava              | Eltsch                    | Jolsva                                | 3177      | Banskobystrický kraj | |
| Kežmarok             | Käsmark                   | Késmárk                               | 15.145    | Prešovský kraj       | |
| Kolárovo             | –                         | Gúta                                  | 10.404    | Nitriansky kraj      | völlige Umbenennung 1948, vorher Guta                                                                          |
| Komárno              | Komorn                    | Komárom                               | 31.880    | Nitriansky kraj      | |
| Košice               | Kaschau                   | Kassa                                 | 223.678   | Košický kraj         | |
| Kráľovský Chlmec     | –                         | Királyhelmec                          | 7322      | Košický kraj         | bis 1948 Kráľovský Chlumec                                                                                     |
| Krásno nad Kysucou   | –                         | Karásznó                              | 6506      | Žilinský kraj        | |
| Kremnica             | Kremnitz                  | Körmöcbánya                           | 4664      | Banskobystrický kraj | |
| Krompachy            | Krompach                  | Korompa                               | 8587      | Košický kraj         | |
| Krupina              | Karpfen                   | Korpona                               | 7524      | Banskobystrický kraj | |
| Kysucké Nové Mesto   | Kischütz-Neustadt         | Kiszucaújhely                         | 14.306    | Žilinský kraj        | |
| Ilava                | Illau                     | Illava                                | 5522      | Trenčiansky kraj     | |
| Leopoldov            | Leopold(neu)stadtl        | Újvároska                             | 3873      | Trnavský kraj        | hieß bis 1948 Mestečko                                                                                         |
| Levice               | Lewenz                    | Léva                                  | 30.556    | Nitriansky kraj      | |
| Levoča               | Leutschau                 | Lőcse                                 | 13.905    | Prešovský kraj       | |
| Lipany               | Siebenlinden              | Héthárs                               | 6450      | Prešovský kraj       | |
| Liptovský Hrádok     | Liptau-Hradek             | Liptóújvár                            | 6950      | Žilinský kraj        | |
| Liptovský Mikuláš    | Liptau-Sankt Nikolaus     | Liptószentmiklós                      | 29.860    | Žilinský kraj        | Umbenennung 1952, vorher Liptovský Svätý Mikuláš, deutscher Name auch (selten) Sankt Nikolaus in der Liptau    |
| Lučenec              | Lizenz                    | Losonc                                | 24.661    | Banskobystrický kraj | |
| Malacky              | Malatzka                  | Malacka                               | 18.810    | Bratislavský kraj    | |
| Martin               | (Turz-)Sankt Martin       | Turócszentmárton                      | 50.346    | Žilinský kraj        | Umbenennung 1951, vorher Turčiansky Svätý Martin, deutscher Name auch (selten) Sankt Martin in der Turz        |
| Medzev               | Metzenseifen              | Mecenzéf                              | 4166      | Košický kraj         | |
| Medzilaborce         | –                         | Mezőlaborc                            | 5723      | Prešovský kraj       | |
| Michalovce           | Großmichel                | Nagymihály                            | 35.310    | Košický kraj         | |
| Modra                | Modern                    | Modor                                 | 9160      | Bratislavský kraj    | |
| Modrý Kameň          | Blauenstein               | Kékkő                                 | 1630      | Banskobystrický kraj | |
| Moldava nad Bodvou   | Moldau an der Bodwa       | Szepsi                                | 10.275    | Košický kraj         | |
| Myjava               | Miawa                     | Miava                                 | 10.453    | Trenčiansky kraj     | |
| Námestovo            | –                         | Námesztó                              | 7355      | Žilinský kraj        | |
| Nemšová              | –                         | Nemsó                                 | 6172      | Trenčiansky kraj     | |
| Nesvady              | –                         | Naszvad                               | 4963      | Nitriansky kraj      | bis 1948 Nasvad                                                                                                |
| Nitra                | Neutra                    | Nyitra                                | 75.945    | Nitriansky kraj      | |
| Nová Baňa            | Königsberg                | Újbánya                               | 6841      | Banskobystrický kraj | |
| Nová Dubnica         | –                         | –                                     | 10.272    | Trenčiansky kraj     | |
| Nové Zámky           | Neuhäus(e)l               | Érsekújvár                            | 36.002    | Nitriansky kraj      | |
| Nové Mesto nad Váhom | Neustadt an der Waag      | Vágújhely                             | 19.257    | Trenčiansky kraj     | |
| Nováky               | –                         | Nyitranovák                           | 4093      | Trenčiansky kraj     | |
| Partizánske          | –                         | –                                     | 20.338    | Trenčiansky kraj     | 1938 aus mehreren Dörfern neu gebildet; bis 1948 Šimonovany, 1948–1949 Baťovany [das heißt Baťa-Stadt] genannt |
| Pezinok              | Bösing                    | Bazin                                 | 24.375    | Bratislavský kraj    | |
| Piešťany             | Pistyan                   | Pöstyén                               | 26.379    | Trnavský kraj        | |
| Podolínec            | Pudlein                   | Podolin                               | 3048      | Prešovský kraj       | |
| Poltár               | –                         | Poltár                                | 5123      | Banskobystrický kraj | |
| Poprad               | Deutschendorf             | Poprád                                | 48.352    | Prešovský kraj       | |
| Považská Bystrica    | Waagbistritz              | Vágbeszterce                          | 36.961    | Trenčiansky kraj     | |
| Prešov               | Eperies                   | Eperjes                               | 81.702    | Prešovský kraj       | seit den 1930er Jahren eingedeutscht auch Preschau                                                             |
| Prievidza            | Priwitz                   | Privigye                              | 42.429    | Trenčiansky kraj     | |
| Púchov               | Puchau                    | Puhó                                  | 16.781    | Trenčiansky kraj     | |
| Rajec                | Rajetz                    | Rajec                                 | 5703      | Žilinský kraj        | |
| Rajecké Teplice      | Bad Rajetz                | Rajecfürdő                            | 2833      | Žilinský kraj        | |
| Rimavská Sobota      | Großsteffelsdorf          | Rimaszombat                           | 21.175    | Banskobystrický kraj | |
| Revúca               | Groß-Rauschenbach         | Nagyrőce                              | 10.874    | Banskobystrický kraj | |
| Rožňava              | Rosenau                   | Rozsnyó                               | 16.857    | Košický kraj         | |
| Ružomberok           | Rosenberg                 | Rózsahegy                             | 26.384    | Žilinský kraj        | |
| Sabinov              | Zeben                     | Kisszeben                             | 12.131    | Prešovský kraj       | |
| Šahy                 | Eipelschlag               | Ipolyság                              | 6919      | Nitriansky kraj      | |
| Šamorín              | Sommerein                 | Somorja                               | 13.672    | Trnavský kraj        | |
| Šaľa                 | Schala                    | Vágsellye                             | 19.934    | Nitriansky kraj      | |
| Šaštín-Stráže        | Schoßberg-Strascha        | Sasvár-Strázsa bzw. seit 1900 Morvaőr | 4851      | Trnavský kraj        | |
| Sečovce              | –                         | Gálszécs                              | 8538      | Košický kraj         | |
| Senec                | Wartberg                  | Szenc                                 | 20.234    | Bratislavský kraj    | |
| Senica               | Senitz                    | Szenice                               | 19.137    | Trnavský kraj        | |
| Sereď                | Sered                     | Szered                                | 15.059    | Trnavský kraj        | |
| Skalica              | Skalitz                   | Szakolca                              | 15.440    | Trnavský kraj        | |
| Sládkovičovo         | Diosek                    | Diószeg                               | 5386      | Trnavský kraj        | völlige Umbenennung 1948, vorher Diosek                                                                        |
| Sliač                | –                         | –                                     | 4788      | Banskobystrický kraj | |
| Snina                | Snina                     | Szinna                                | 17.879    | Prešovský kraj       | |
| Sobrance             | Sobranz                   | Szobránc                              | 5789      | Košický kraj         | |
| Spišská Belá         | Zipser Bela               | Szepesbéla                            | 6660      | Prešovský kraj       | |
| Spišská Nová Ves     | (Zipser) Neu(en)dorf      | Igló                                  | 34.255    | Košický kraj         | |
| Spišská Stará Ves    | Alt(en)dorf               | Szepesófalu                           | 2156      | Prešovský kraj       | |
| Spišské Podhradie    | Kirchdrauf                | Szepesváralja                         | 3730      | Prešovský kraj       | |
| Spišské Vlachy       | Wallendorf                | Szepesolaszi                          | 3295      | Košický kraj         | |
| Stará Ľubovňa        | Altlublau                 | Ólubló                                | 15.599    | Prešovský kraj       | |
| Stará Turá           | Alt-Turn                  | Ótura                                 | 8259      | Trenčiansky kraj     | |
| Strážske             | Straschke                 | Őrmező                                | 4166      | Košický kraj         | |
| Stropkov             | Stroppkau                 | Sztropkó                              | 9683      | Prešovský kraj       | |
| Stupava              | Stampfen                  | Stomfa/Stompfa                        | 12.850    | Bratislavský kraj    | |
| Štúrovo              | Parkan/Gockern            | Párkány                               | 9322      | Nitriansky kraj      | völlige Umbenennung 1948, vorher Parkan                                                                        |
| Šurany               | Schuran                   | Surány                                | 9103      | Nitriansky kraj      | |
| Svätý Jur            | Sankt Georgen             | Szentgyörgy                           | 6010      | Bratislavský kraj    | |
| Svidník              | Oberswidnik               | –                                     | 9647      | Prešovský kraj       | |
| Svit                 | –                         | –                                     | 7717      | Prešovský kraj       | Neugründung 1934 als Teil von Veľká, dem späteren Stadtteil von Poprad; 1946 selbständig                       |
| Tisovec              | Theißholz                 | Tiszolc                               | 3587      | Banskobystrický kraj | |
| Tlmače               | –                         | Garamtolmács                          | 3507      | Nitriansky kraj      | |
| Topoľčany            | Topoltschan               | Nagytapolcsány                        | 23.985    | Nitriansky kraj      | |
| Tornaľa              | –                         | Tornaalja/Tornalja                    | 6702      | Banskobystrický kraj | zwischen 1948 und 1990 Šafárikovo genannt                                                                      |
| Trebišov             | Trebischau                | Tőketerebes                           | 22.780    | Košický kraj         | |
| Trenčianske Teplice  | Trentschin-Teplitz        | Trencsénteplic                        | 3909      | Trenčiansky kraj     | |
| Trenčín              | Trentschin                | Trencsén                              | 54.130    | Trenčiansky kraj     | |
| Trnava               | Tyrnau                    | Nagyszombat                           | 63.180    | Trnavský kraj        | |
| Trstená              | Bingenstadt               | Tresztena                             | 6953      | Žilinský kraj        | |
| Turany               | –                         | Nagyturány                            | 4085      | Žilinský kraj        | |
| Turčianske Teplice   | Bad Stuben                | Stubnyafürdő                          | 6069      | Žilinský kraj        | |
| Turzovka             | –                         | Thurzófalva                           | 6853      | Žilinský kraj        | |
| Tvrdošín             | Turdoschin                | Turdossin                             | 8695      | Žilinský kraj        | |
| Veľké Kapušany       | –                         | Nagykapos                             | 8347      | Košický kraj         | |
| Veľký Krtíš          | –                         | Nagykürtös                            | 10.274    | Banskobystrický kraj | |
| Veľký Meder          | –                         | Nagymegyer                            | 8204      | Trnavský kraj        | |
| Veľký Šariš          | Groß-Scharosch            | Nagysáros                             | 6976      | Prešovský kraj       | |
| Vráble               | –                         | Verebély                              | 8262      | Nitriansky kraj      | |
| Vranov nad Topľou    | Vronau an der Töpl        | Varannó                               | 20.262    | Prešovský kraj       | |
| Vrbové               | Werbau                    | Verbó                                 | 5554      | Trnavský kraj        | |
| Vrútky               | Ruttek                    | Ruttka                                | 7397      | Žilinský kraj        | |
| Vysoké Tatry         | –                         | –                                     | 3770      | Prešovský kraj       | Eine 1999 aus mehreren Erholungsorten künstlich gebildete Stadt                                                |
| Žarnovica            | Scharnowitz               | Zsarnóca                              | 5576      | Banskobystrický kraj | |
| Želiezovce           | Zelis                     | Zselíz                                | 6558      | Nitriansky kraj      | |
| Žiar nad Hronom      | Heiligenkreuz             | Garamszentkereszt                     | 16.677    | Banskobystrický kraj | völlige Umbenennung 1955, vorher Svätý Kríž nad Hronom                                                         |
| Žilina               | Sillein                   | Zsolna                                | 80.257    | Žilinský kraj        | |
| Zlaté Moravce        | Goldmorawitz              | Aranyosmarót                          | 11.762    | Nitriansky kraj      | |
| Zvolen               | Altsohl                   | Zólyom                                | 39.175    | Banskobystrický kraj | |